# Kill My Mind
«Kill My Mind» es una canción del cantante británico Louis Tomlinson. Se lanzó el 5 de septiembre de 2019, a través de Syco Music y Arista Records como el segundo sencillo de su primer álbum de estudio Walls.

## Promoción
En junio de 2019, Louis Tomlinson anunció sus planes de lanzar música con más frecuencia, declarando "Por el momento son tres o cuatro meses, así que creo que voy a hacer dos o tres a la vez y volver a la carretera". El 29 de agosto de 2019, publicó «Kill My Mind», escribiendo "¡Estoy tan feliz de anunciar finalmente que mi nuevo sencillo #KillMyMind saldrá hoy una semana! ¡Estoy tan emocionado de que escuchen lo que he estado haciendo! ¡trabajando en!". Se estrenó una semana después en Hits Radio Manchester.

## Antecedentes
Louis Tomlinson describió «Kill My Mind» como "una canción sobre divertirse y hacer cosas tontas cuando eres más joven", "pasar por una fase experimental en tu juventud y hacer cosas que podrían no ser buenas para ti, pero son emocionantes". Dijo que "este sencillo es el más cercano que tengo y donde me siento más cómodo. Es el tipo de influencias que tengo y cosas que escuché mientras crecía. Dónde estoy con este sencillo estoy realmente orgulloso y aliviado de finalmente encontrar mi lugar, encontrar mi carril musicalmente".

## Recepción crítica
Rob Copsey de Official Charts Company, escribió que Louis Tomlinson "suena de la manera más segura y cómoda hasta la fecha" y agregó que hay "algo muy diferente al indie-pop". Lindsey Smith de iHeartRadio, describió la canción como una "pista influenciada por el punk con guitarras pesadas y batería", y pensó que "realmente muestra su talento y habilidad para interpretar diferentes géneros sin esfuerzo". Jason Lipshutz de Billboard describió la canción como "la canción que deja a una estrella del pop rockear" y la llamó "descarada, fanfarrona y pegadiza como el infierno". Escribir para MTV Patrick Hosken dijo que en el tema de Louis Tomlinson "suena más grande, más listo para el estadio y más como él mismo que nunca", describió la pista como "más grande, más elegante y más rocosa que cualquier cosa que él [Louis] alguna vez hizo".

## Vídeo musical
El video musical fue dirigido por Charlie Lightening y se estrenó el 13 de septiembre de 2019. Cuenta con Louis Tomlinson cantando frente a una multitud de fanáticos intercalados con escenas de una pareja amada. Louis Tomlinson dijo que "conceptualmente, para «Kill My Mind», quería que fuera parecido a los videos de Oasis, que el ama. Quería que se tratara más de la actuación, no centrarme demasiado en una narrativa y simplemente estar bien iluminado. Creo que lo logramos".

## Presentaciones en vivo
Louis Tomlinson estrenó la canción por primera vez en vivo en Coca Cola Music Experience en Madrid el 14 de septiembre de 2019.

## Posicionamiento en listas
| Listas (2019)                                  | Mejor posición |
| ---------------------------------------------- | -------------- |
| Escocia (Official Charts Company)              | 99             |
| República Checa (Rádio Top 100)                | 16             |
| Reino Unido Download (Official Charts Company) | 93             |

## Historial de lanzamiento
| País   | Fecha                   | Formato                     | Discográfica       | Ref   |
| ------ | ----------------------- | --------------------------- | ------------------ | ----- |
| Varios | 5 de septiembre de 2019 | Descarga digital, Streaming | Syco Music, Arista | [ 2 ] |